# Charles Hedrich
 (novembre 2023).
 (novembre 2023).
Charles Hedrich, né le 3 mars 1958 à Lyon, est un aventurier français.

## Biographie
Charles Hedrich accomplit son service militaire à Saint-Cyr Coëtquidan, puis devient chef de section de combat au 13 Bataillon de Chasseurs Alpins. Par la suite, il commence sa carrière civile en tant qu'officier de marine marchande au sein de la Compagnie Générale Maritime(CGM).
À partir de 1985, Charles Hedrich poursuit une carrière dans l'entrepreneuriat, consacrant 17 ans à ce domaine. En 1997, il parvient à introduire en bourse Euroman, son entreprise de recrutement. En 2002, il cède l'intégralité de l'entreprise, marquant ainsi son choix de se consacrer à des projets axés sur le sport et l'aventure.
En 2008, il fonde l'association Respectons la Terre.
Il intègre la Société des explorateurs français à la suite du conseil du 16 mai 2008.
Depuis 2014, il anime dans la matinale de Radio Nova une rubrique intitulée Où est Charlie ?. Il est également chroniqueur pour d'autres médias comme Le Dauphiné libéré et Radio Mont Blanc.

### Expéditions
En 2003, il participe au rallye Dakar, dix mois seulement après avoir obtenu son permis moto. Il finit sixième de la catégorie des motos de moins de 400 cm3. Toujours en 2003, il se lance dans la course au large sur un voilier de la classe IMOCA. Il prend la barre de Objectif 3, un plan Finot-conq de 1998 qui a terminé 9e du Vendée Globe 2000 mené par Josh Hall. En juillet il termine la Calais Round Britain Race à la 9è place et bat à cette occasion le record en course de la traversée Douvres-Calais. Enfin, au mois d'octobre, il prend le départ de la Transat Jacques-Vabre 2003 accompagné de Javier Sansó. La course s’arrête rapidement pour Charles à la suite d'un démâtage au large d’Ouessant.
En 2004, il annonce son intention de participer au Vendée Globe 2004-2005. Un différend avec le propriétaire de son bateau l'amène à partir hors-course. Il part de Lorient le 19 octobre (soit 19 jours avant le départ officiel de la course). Il termine son tour du monde en solitaire en 122 jours.
Le 17 mai 2006, il atteint le sommet l'Everest par la voie tibétaine.
En 2007, il établit un nouveau record de la traversée de l'océan Atlantique à la rame entre Dakar (Sénégal) et Guara Point (Brésil), en 36 jours et 6 heures,.
En décembre 2007, il tente de battre le record de vitesse de Børge Ousland en ralliant le Pôle Sud depuis l'île Berkner (soit 1 310 km) en solitaire et en autonomie. Une infection urinaire le force à s'arrêter au bout de 550 kilomètres.
En 2009, avec Arnaud Tortel, ils réalisent une première : la traversée en autonomie sans ravitaillement entre le Pôle Nord et le Groenland en 62 jours.
La même saison, il rallie en solo Resolute bay à partir d'Upernavik sur le Glory of the sea et réalise ensuite avec un équipier le passage du Nord-Ouest à la voile jusqu'aux îles Aléoutiennes. En juin 2010, il rejoint le port de l'Arsenal à Paris, où il fait escale quelques mois.
En 2011, il complète trois compétitions outdoor de référence : la pierra menta en mars, l'Ironman de Nice en juin et l'Ultra-trail du Mont-blanc en août.
À l'automne 2012, il réalise une première en rame océanique : la traversée aller-retour de l'océan Atlantique Nord,. Il rame pendant 145 jours et parcourt 11 000 km entre Saint-Pierre-et-Miquelon et la Martinique, en laissant les îles Canaries à tribord.
En 2015, il réalise la première traversée à pied du désert d'Atacama en autosuffisance. Il marche, en tirant son chariot de 150 kg au départ, pendant 32 jours et parcourt 1 300km entre Arica à Copiapo (Chili).
De 2013 à 2015, il réalise une première à la rame : le Passage du Nord-Ouest. En 3 saisons, Il rame 6 000km à travers les glaces en 165 jours.
En 2016, il boucle une première à la rame : le tour de France à la rame, 3 000 km sur les canaux et fleuves de France en 5 mois d'expédition.
En 2019, il réalise une première dans le désert. Il traverse le désert de Simpson en Australie (803 km) à bord d'un véhicule 100 % solaire.
En 2019, il gravit le Muztagata, (7 546 m Chine), et descend du sommet à ski avec son fils Frantz Hedrich le 8 août.

## Publication
- Sur tous les terrains du Monde, Éditions du Trésor, 2016  (ISBN 979-10-91534-24-6).

## Filmographie
- Sur tous les terrains du Monde, film de 59 minutes retraçant les expéditions de Charles Hedrich commenté en direct par l'aventurier, production Respectons la Terre, 2016.